# Zwide
Zwide kaLanga (ca. 1758 - 1825) was de laatste koning van de Ndwandwe in het hedendaagse Zuid-Afrika.

## Biografie
Zwide streed aan het begin van de 19e eeuw tegen Dingiswayo van de Mthethwa om de macht in Natal. Omstreeks 1817/1818 liet Zwide Dingiswayo gevangennemen en onthoofden. Hij beval eveneens de moord op koning Matshobana van de Khumalo, de vader van Mzilikazi. Na de dood van Dingiswayo schaarden de Mthethwa zich achter hun bondgenoot Shaka Zoeloe die de Ndwandwe rond 1820 versloeg en veroverde. Ndwandwe werd onderdeel van het Zoeloekoninkrijk en Zwide vluchtte naar het noorden, waar hij omstreeks 1825 bij Nongoma overleed.